# Atypena
Atypena es un género de arañas araneomorfas de la familia Linyphiidae. Se encuentra en el Sur de Asia y Sudeste de Asia.

## Lista de especies
Según The World Spider Catalog 12.0:
- Atypena adelinae Barrion & Litsinger, 1995
- Atypena ellioti Jocqué, 1983
- Atypena simoni Jocqué, 1983
- Atypena superciliosa Simon, 1894
- Atypena thailandica Barrion & Litsinger, 1995